# Narycia retinochra
Narycia retinochra är en fjärilsart som beskrevs av Oswald Beltram Lower 1903. Narycia retinochra ingår i släktet Narycia och familjen säckspinnare. Inga underarter finns listade i Catalogue of Life.